# Roman Vartolomeu
Roman Vartolomeu   (Mahmudia, 9 de maig de 1950) és un piragüista romanès, ja retirat, que va competir durant la dècada de 1970.
El 1972 va prendre part en els Jocs Olímpics d'Estiu de Múnic, on va guanyar la medalla de plata en la prova del K-4 1.000 metres del programa de piragüisme. Formà equip amb Aurel Vernescu, Mihai Zafiu i Atanase Sciotnic.
En el seu palmarès també destaca una medalla de bronze al Campionat del Món en aigües tranquil·les de 1973.